# Прогрессивный исламский союз
Прогрессивный мусульманский союз Северной Америки (ПМС) — организация либерального ислама, которая официально осуществляла свою деятельность с 15 ноября 2004 года по декабрь 2006 года, ей на смену пришла Мусульмане за прогрессивные ценности.
Прогрессивный мусульманский союз (ПМС) — это результат почти двухлетнего диалога и сотрудничества между группой североамериканских мусульман, которые стремятся представлять и обновлять наше сообщество во всем его социальном, идеологическом и политическом разнообразии. Члены ПМС варьируются от глубоко религиозных до полностью светских, их объединяет стремление к обучению, расширению политических и социальных прав и возможностей, стремление к справедливости и свободе, а также забота и любовь к мусульманскому сообществу.

## Женское имамство
В марте 2005 год Прогрессивный мусульманский союз (ПМС) одобрил проведение молитв для представителей разных полов под руководством женщины-имама, профессора Амины Вадуд. Молитва была организована совместно прогрессивным мусульманским онлайн-журналом «Muslim WakeUp!» и туром Асры Номани за свободу мусульманских женщин. Это мероприятие, в котором приняли участие около 150 прихожан в Нью-Йорке широко освещалось международными СМИ вызвав огромный резонанс.
Оппоненты, в частности М. А. Муктедар Хан, утверждали, что ремормы ПМС должны быть ограничены социальными вопросами, и не касаться вопроса вероисповедания. Сторонники, однако, утверждали, что ничто в Коране, священном писании мусульман, не запрещает женщине совершать намазы для мужчин и женщин, и что ограничения основаны на устаревших культурных и патриархальных представлениях.
Сопредседатель ПМС Памела Тейлор, объединила усилия с Мусульманским конгрессом Канады и Объединенной мусульманской ассоциацией, став первой женщиной, прочитавшей пятничную проповедь и возглавившей смешанную конгрегацию в мечети 1 июля 2005 года.
Двое из первоначальных восемнадцати лидеров ПМС, Ани Зонневельд и Памела Тейлор, в мае 2007 года создали новую организацию «Мусульмане за прогрессивные ценности».

## Внешние ссылки
- Мусульмане за прогрессивные ценности
- ProgressiveIslam.Org — мусульманское сообщество в Интернете, связанное с организацией «Мусульмане за прогрессивные ценности».
- PMUNA Debate — Критический взгляд на PMUNA и другие вопросы, связанные с прогрессивными мусульманами
- What is Progressive Islam? — Статья соучредителя ПМС Омида Сафи
- ProgressiveMuslims.com — предлагает критику и альтернативы движению в стиле PMUNA, исходя из того, что «прогресс» означает социальную справедливость для всех